# Yann Tiersen et Shannon Wright
Albums de Yann Tiersen et Shannon Wright
Good Bye, Lenin!
(2003) Les Retrouvailles
(2005)
Yann Tiersen et Shannon Wright est un album issu de la collaboration entre Yann Tiersen et Shannon Wright.
Sorti en 2004, il est réédité en juin 2020 et bénéficie alors d'une sortie au format vinyle.
Des concerts ont lieu à l'Aire Libre, lors des Transmusicales de Rennes 2004.
Interrogé en 2010, Yann Tiersen indiquait que cet album avait été très important dans sa discographie, lui permettant de travailler sur des albums plus électriques.

## Liste des morceaux
1. No Mercy For She - 5:42
2. Dragon Fly - 3:15
3. Sound The Bells - 3:48
4. Something To Live For - 4:13
5. Dried Sea - 4:13
6. While You Sleep - 2:33
7. Ode To A Friend - 3:49
8. Ways To Make You See - 4:11
9. Callous Sun - 3:15
10. Pale White - 3:47